# Svackporing
Svackporing (Skeletocutis borealis) är en svampart som tillhör divisionen basidiesvampar, och som beskrevs av Tuomo Niemelä 1998. Svackporing ingår i släktet Skeletocutis, och familjen Polyporaceae. Enligt den finländska rödlistan är arten sårbar i Finland. Enligt den svenska rödlistan är arten otillräckligt studerad i Sverige. Arten förekommer i Svealand, Nedre Norrland och Övre Norrland. Artens livsmiljö är friska och lundartade moskogar.